# Старий Койтин
Старий Койтин (біл. вёска Стары Койтін) — село в складі Березинського району Мінської області, Білорусь. Село підпорядковане Селібській сільській раді, розташоване в східній частині області.